# Flachbettscanner

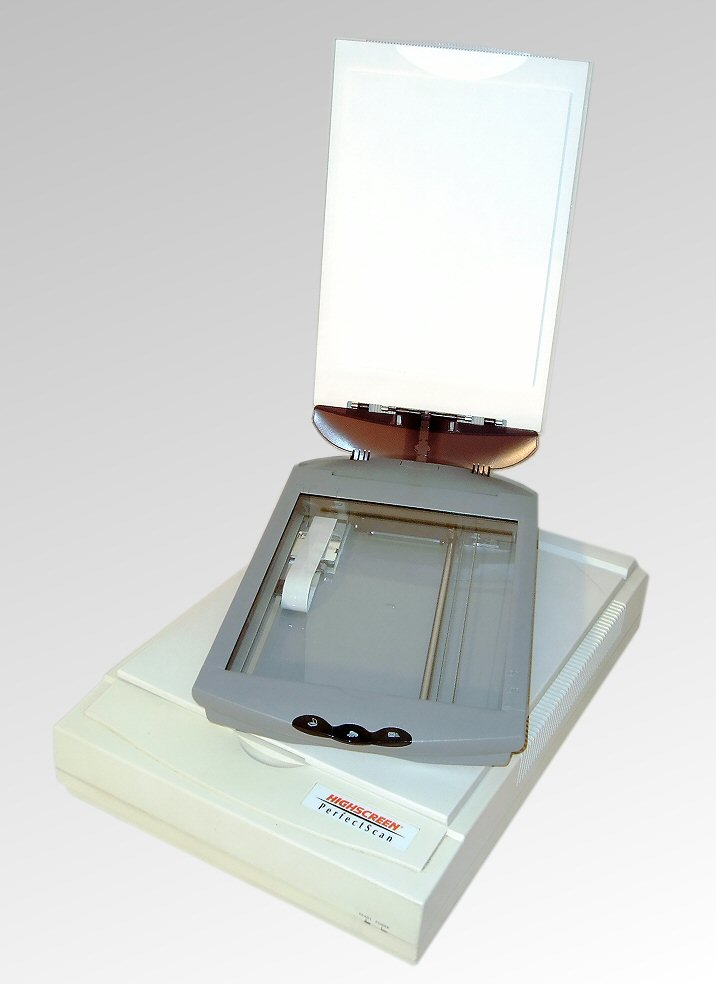
Zwei Flachbettscanner

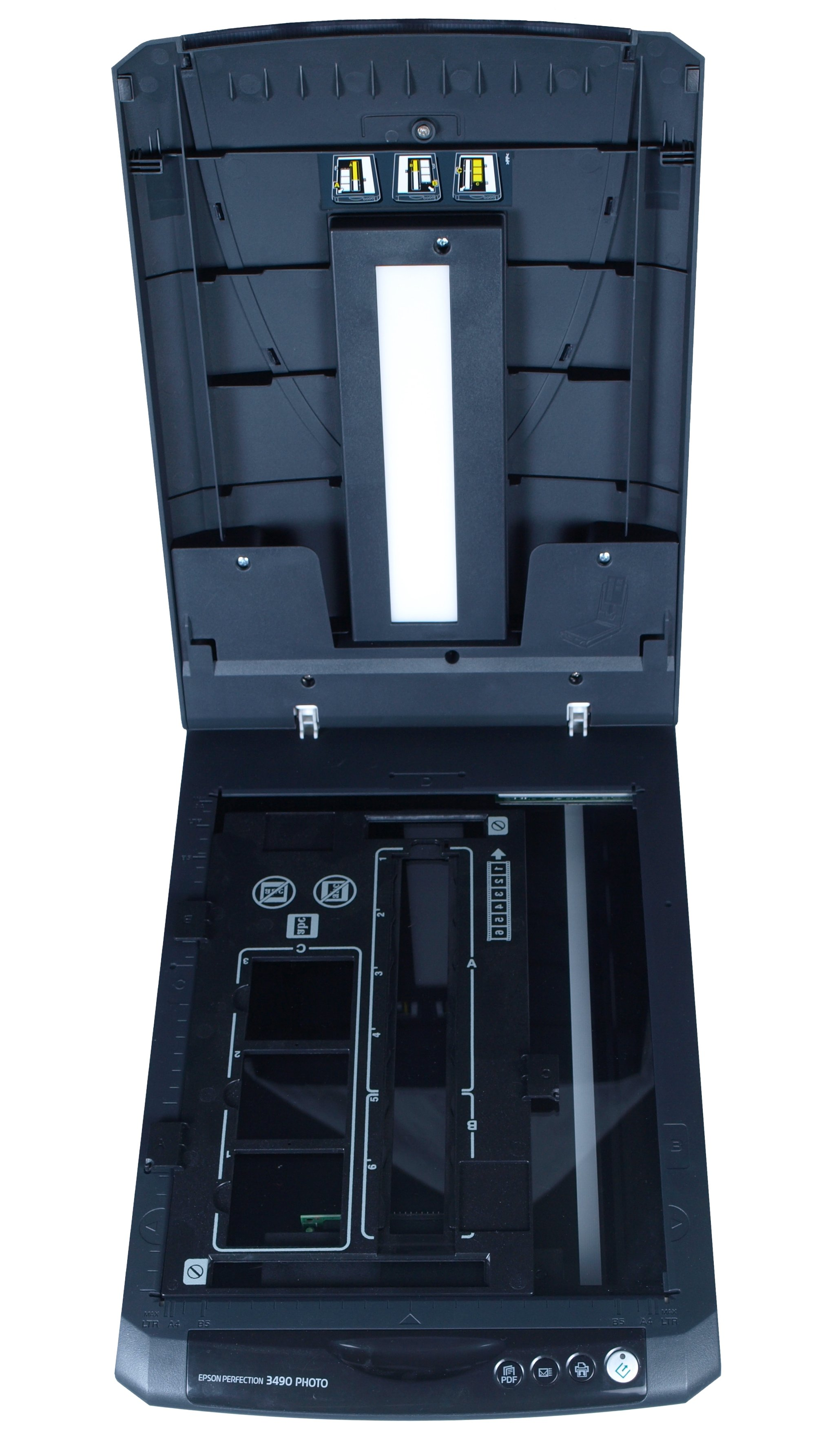
Ein Flachbettscanner mit integrierter Durchlichteinheit im Deckel

Ein Flachbettscanner ist ein Bautyp eines Scanners, bei dem das Material mit der zu scannenden Seite nach unten auf eine Glasplatte gelegt wird. Zum Scannen fährt eine Beleuchtungs- und Abtasteinheit in einem „Bett“ unter dieser Glasplatte durch, ähnlich wie die Scaneinheit in einem digitalen Fotokopierer.
Verschiedene Ausführungen von Flachbettscannern sind zum Beispiel der Desktop-Scanner oder der XY-Scanner mit einer variablen Optik. Mit Flachbettscannern können Formate bis zu DIN A0 gescannt werden. Da das gescannte Material nicht eingezogen oder auf andere Weise bewegt wird, können mit Flachbettscannern beliebige Objekte gescannt werden, von der Briefmarke bis hin zur Buchseite.

## CCD-Elemente
Die elektronischen Bauelemente zur Bilderfassung sind Fotodiodenzeilen. Es handelt sich dabei um eine Aneinanderreihung von etwa 8000 Lichtsensoren, die bei einfallendem Licht einen elektrischen Strom erzeugen. Die zeilenweise Abtastung kann je einmal pro Farbe erfolgen, oder einmal mit 3-fach-Zeile und je einem Farbfilter. Die Lichtsensoren sind farbenblind, das heißt, es wird nur die Intensität der Farbe, nicht die Farbe selbst erfasst.
Durch die CCD-Elemente kann es durch abweichende Lichtempfindlichkeiten der Fotozellen zu Bildfehlern kommen. Ein Trommelscanner ist deshalb beim momentanen Stand der Technik oft qualitativ besser als ein Flachbettscanner.
Für eine hohe Qualität ist eine Kühlung des CCD erforderlich. Zunehmend werden auch energiesparende Scaneinheiten mit Contact-Image-Sensoren und LEDs eingesetzt.

## Scannen von transparenten Materialien
Transparente Objekte wie Dias und Negative können nicht wie Papierbilder und andere Aufsichtsvorlagen gescannt werden, da sie statt von der Vorderseite beleuchtet von der Gegenseite durchleuchtet werden müssen. Spezielle Flachbettscanner lösen dieses Problem mit einer so genannten Durchlichteinheit. Siehe: Filmscanner